# Kolonáda
Kolonáda (z italského colonna, původně latinsky columna = sloup) je sloupořadí, obvykle krytá chodba, z jedné nebo obou stran tvořená sloupy. Na rozdíl od arkády však nemá oblouky, nýbrž rovné kladí, což je patrně projev dědictví dřívější dřevěné architektury.

## Historie

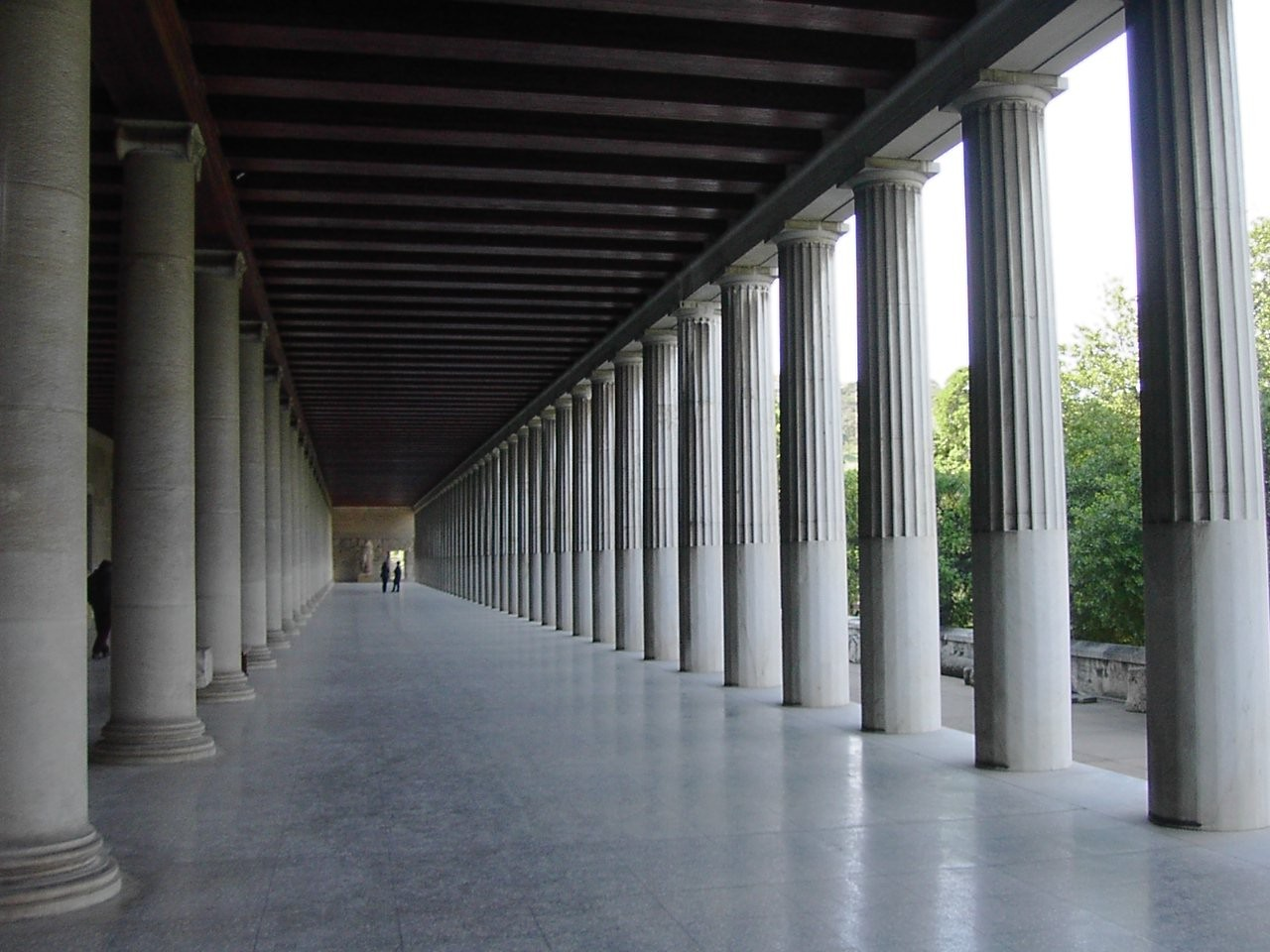
Attalova stoa na athénské agoře (rekonstruována v 50. letech 20. stol.)

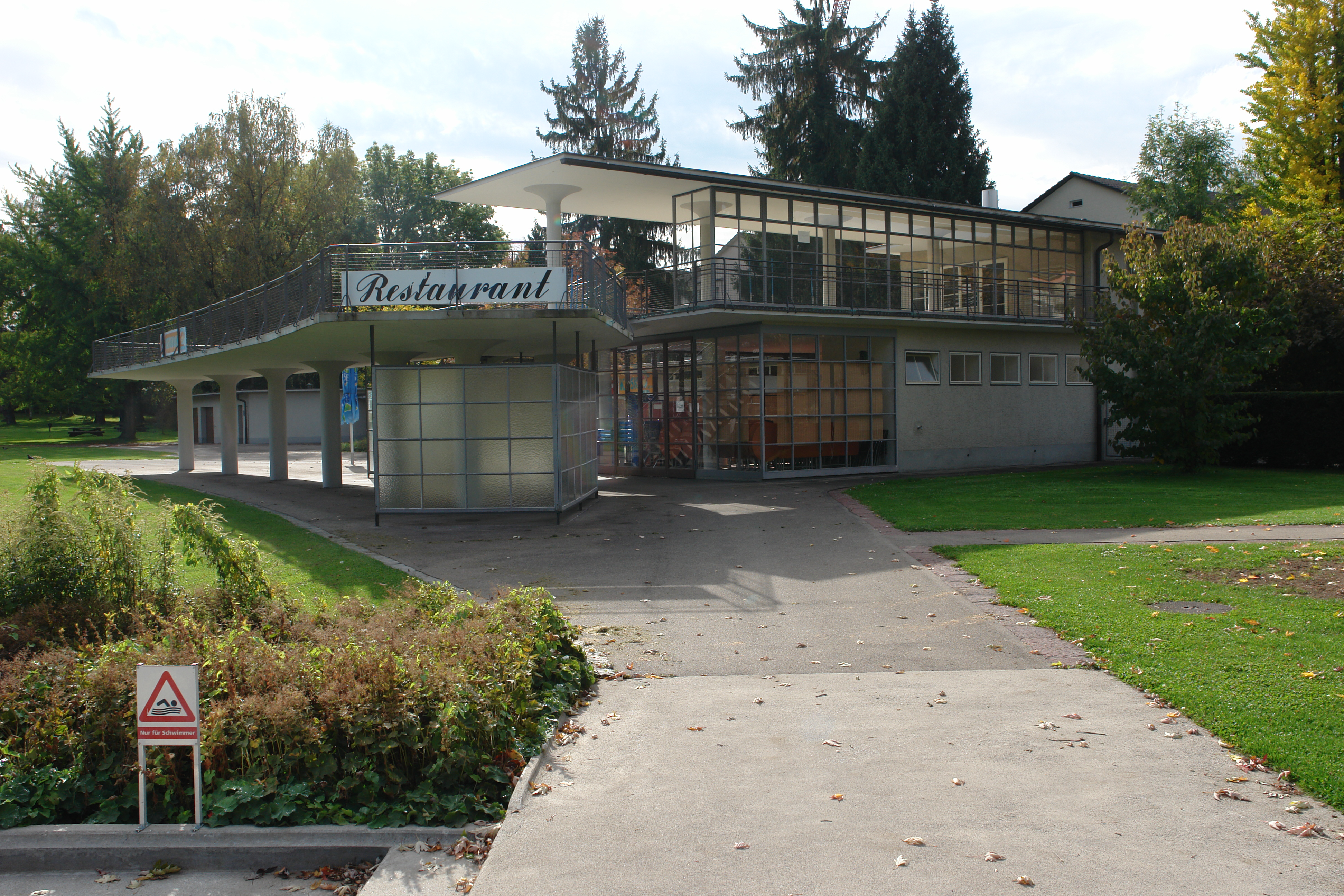
Krátké moderní kolonády z hřibových prvků na koupališti Allenmoos v Curychu

Ve starověkém Řecku se kolonáda nazývala stoá. Stoy se vyskytují už v archaickém období a několik jich bylo na agoře v Athénách. V 5. století př. n. l. vznikla nejslavnější z nich, Stoá poikilé („malovaná“), vyzdobená malbami Polygnóta a Mikóna. Zde ve 4. století př. n. l. založil filosof Zénón z Kitia školu, podle ní pojmenovanou stoická filosofie.
Ve starověkém Římě se samostatné sloupořadí nazývalo portikus, který byl charakteristický hlavně pro nově zakládaná města na Blízkém Východě.
Nově se kolonády začaly stavět v barokní době, jedním z nejslavnějších příkladů jsou elipsovité čtyřřadé kolonády na náměstí svatého Petra v Římě (Gian Lorenzo Bernini, 1656–1667). Více strohé kolonády charakterizují stavby období klasicismu a v 19. století se staly typickým architektonickým prvkem v lázeňských městech.
Existují i moderní kolonády. Typicky jimi jsou některá zastřešení nástupišť, kolonády koupališť pod širým nebem nebo moderní kolonáda od Oskara Pořízky v Luhačovicích. Mohou mít i jen jeden střední dřík se střechou rozevřeným do tvaru vlaštovčích křídel nebo hřibových talířů.

## České kolonády
- Kolonáda Maxima Gorkého v Mariánských Lázních
- Kolonáda na Rajstně v Lednicko-valtickém areálu
- Kolonáda v Květné zahradě v Kroměříži
- Mlýnská kolonáda v Karlových Varech
- Vřídelní kolonáda v Karlových Varech
- Moderní kolonáda v Luhačovicích
- Kolonáda v Teplicích

### Galerie

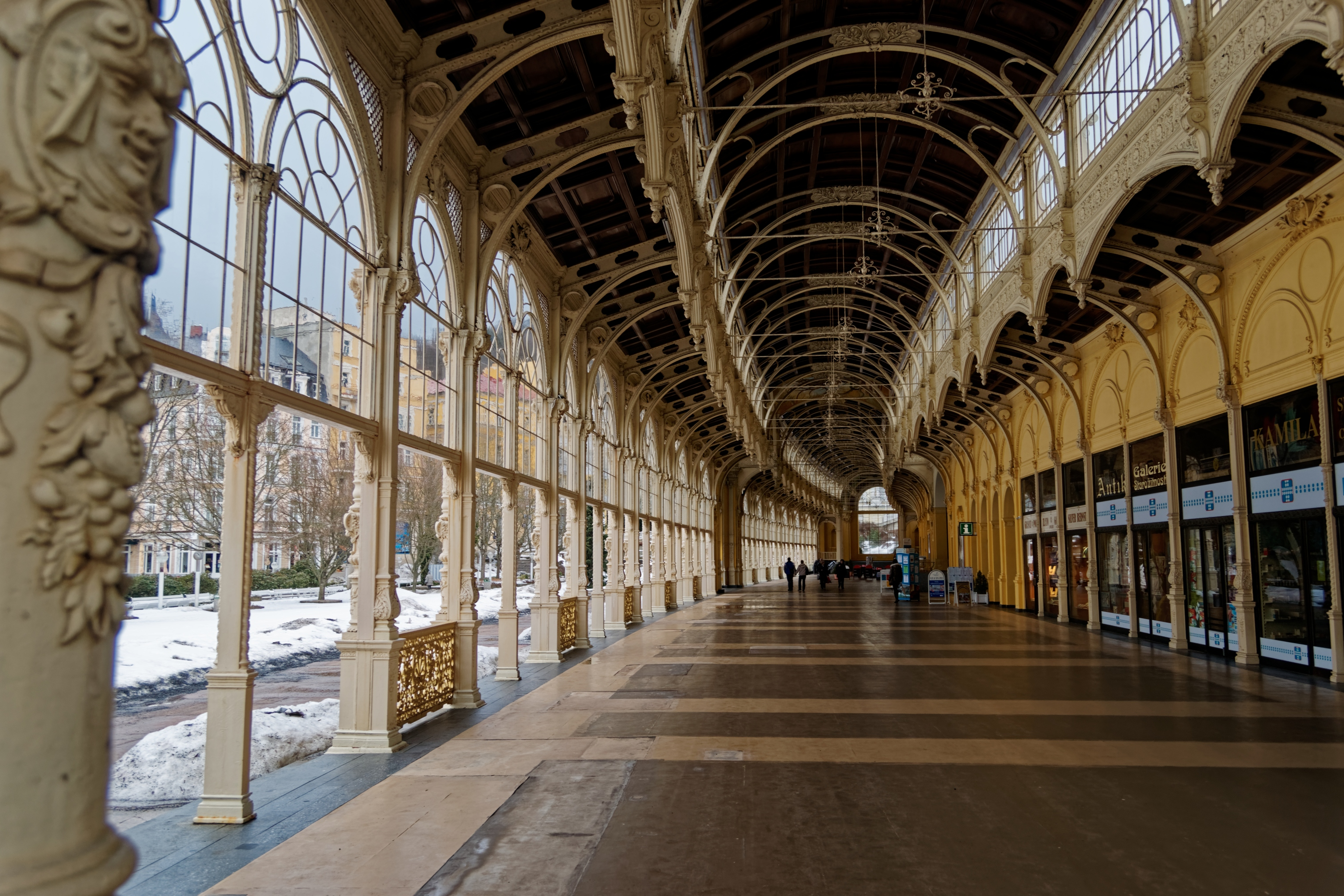
Kolonáda Maxima Gorkého v Mariánských Lázních
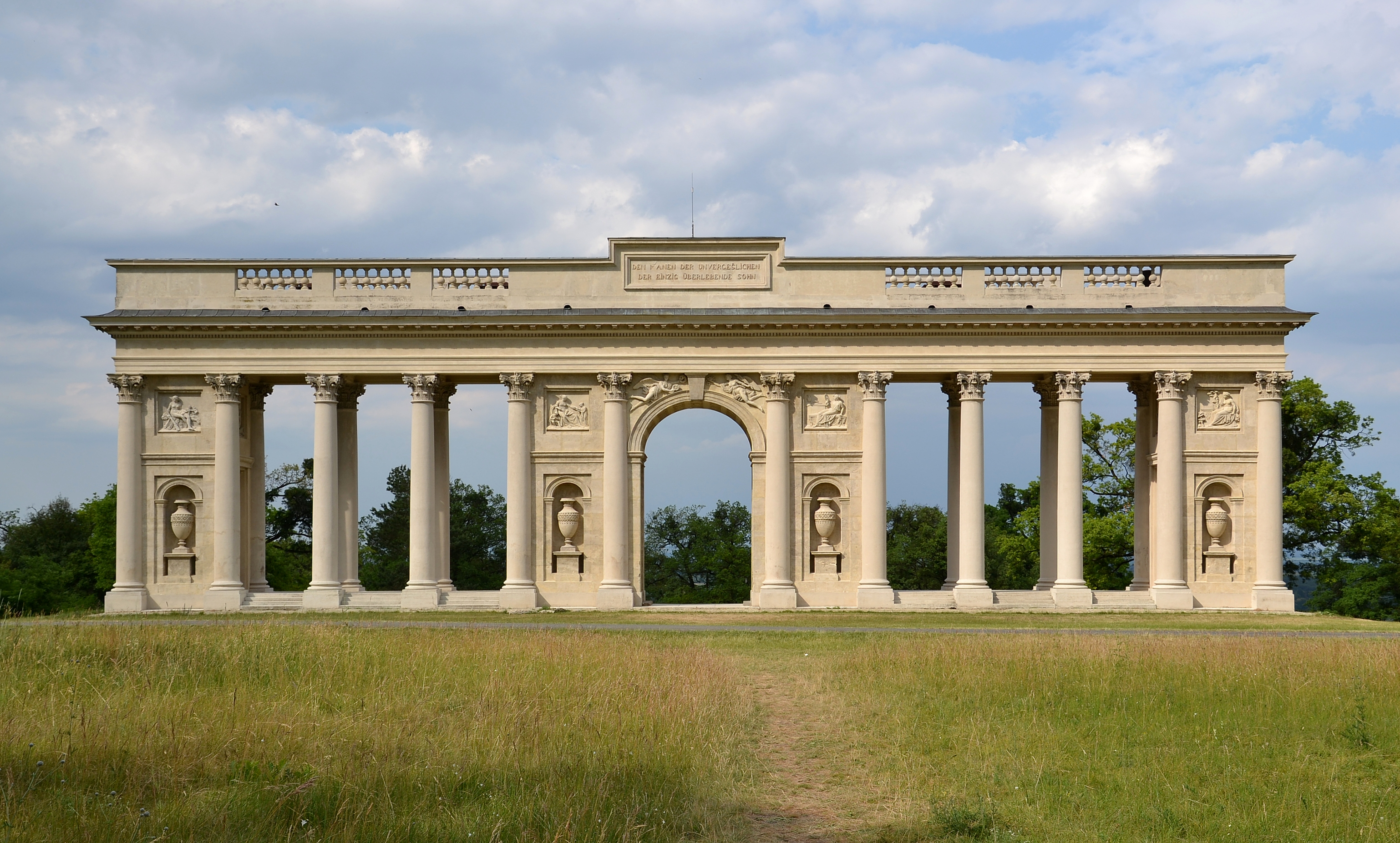
Kolonáda na Rajstně v Lednicko-valtickém areálu
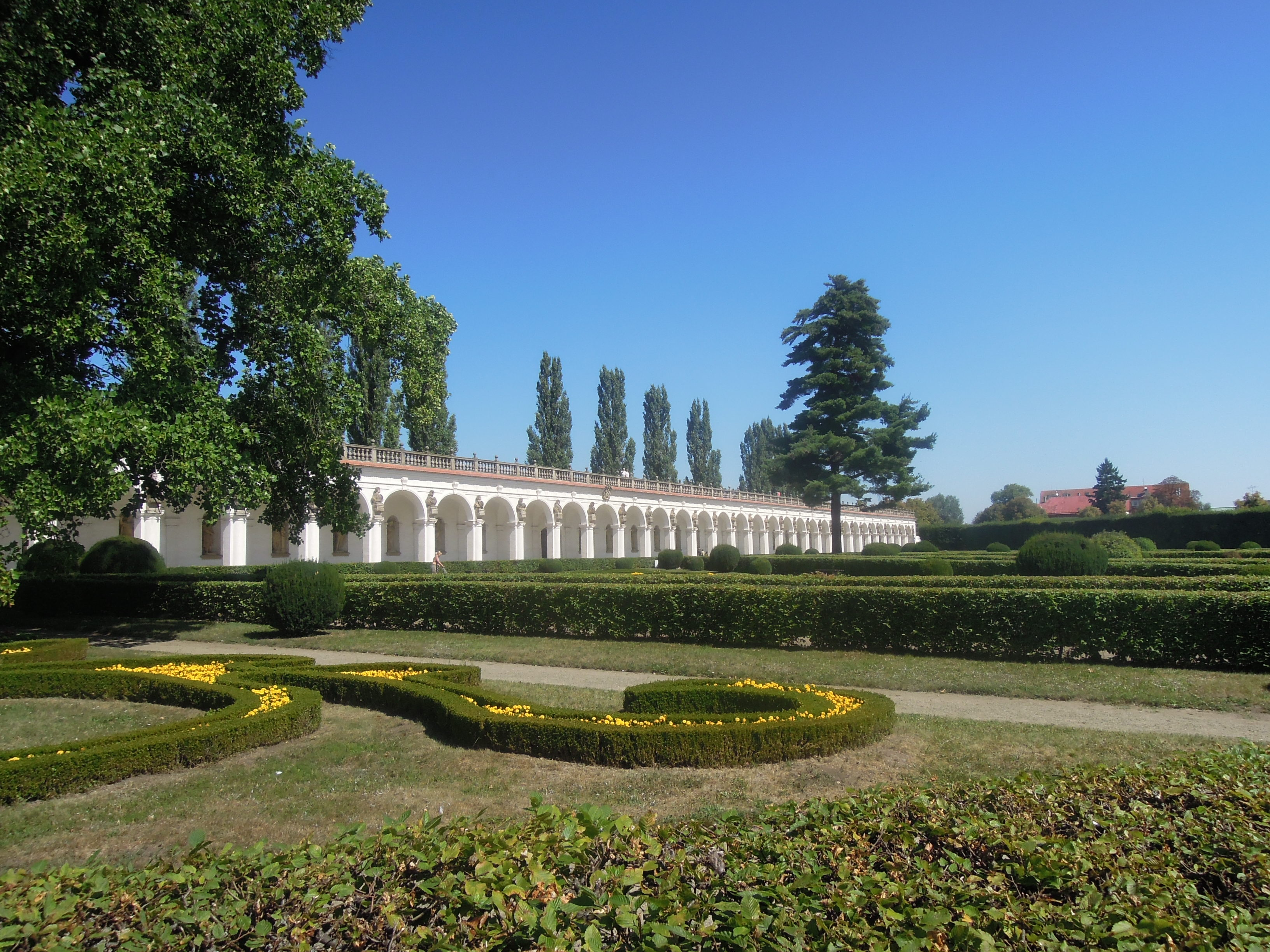
Kolonáda v Květné zahradě v Kroměříži
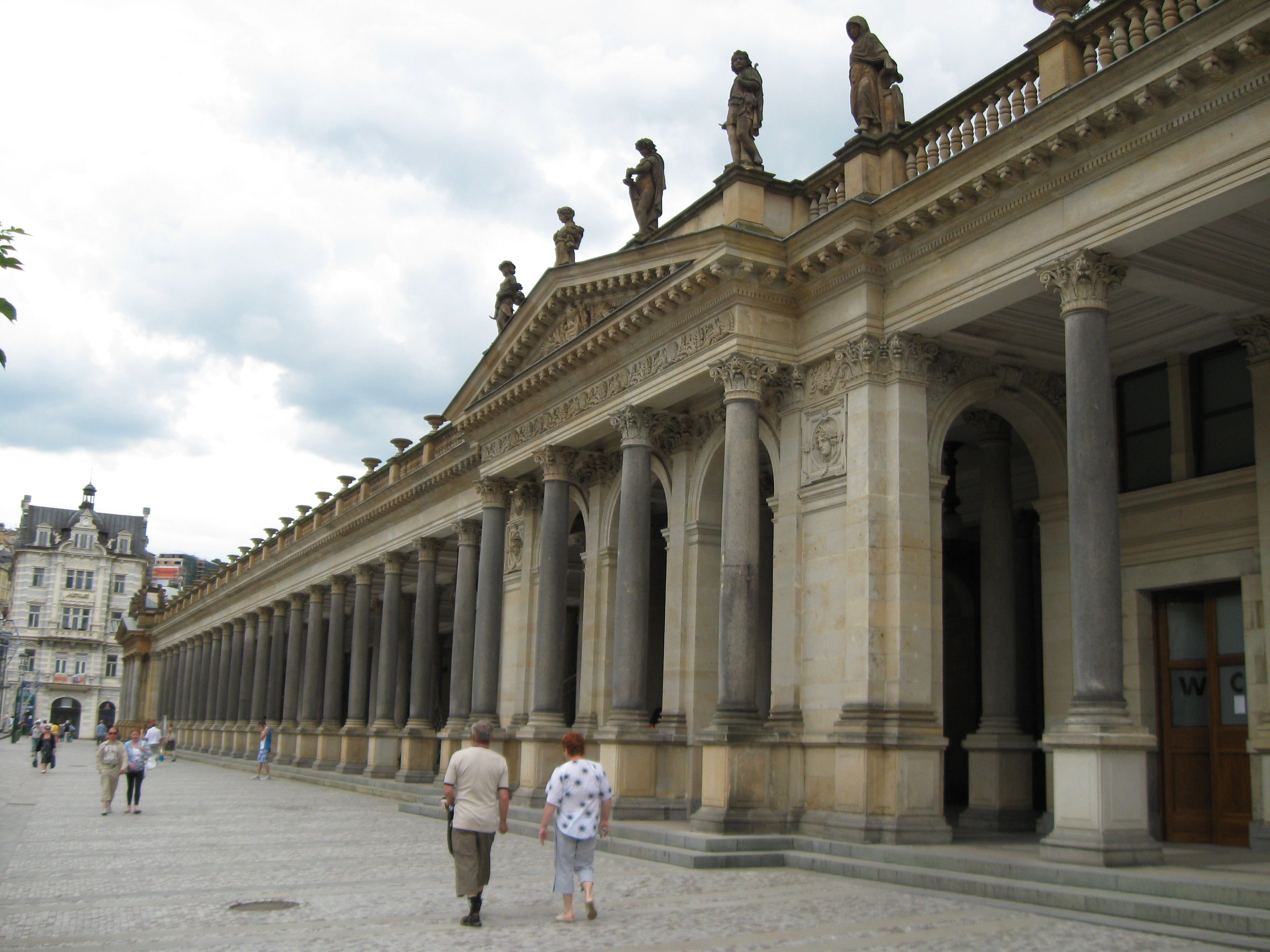
Mlýnská kolonáda v Karlových Varech
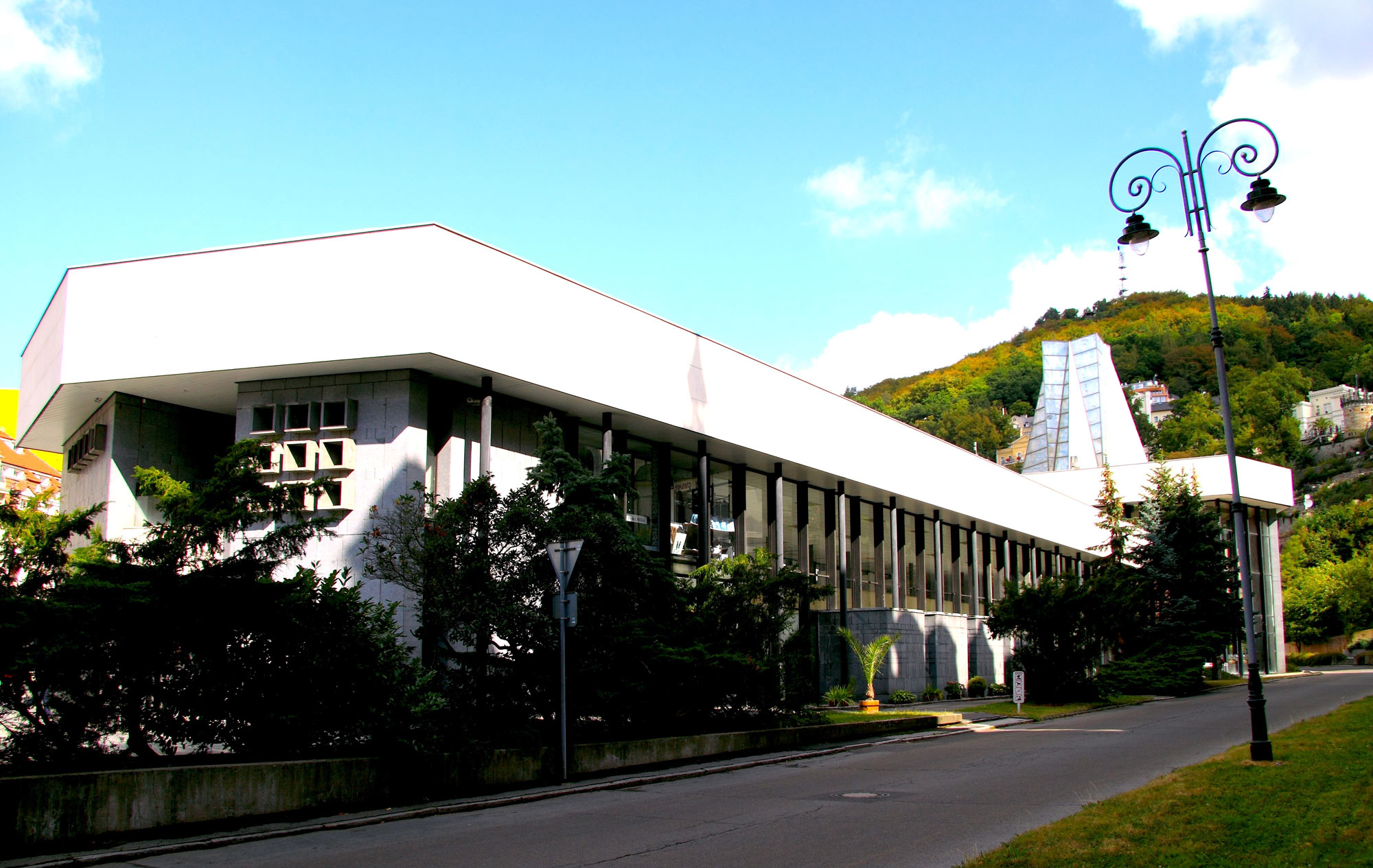
Vřídelní kolonáda v Karlových Varech
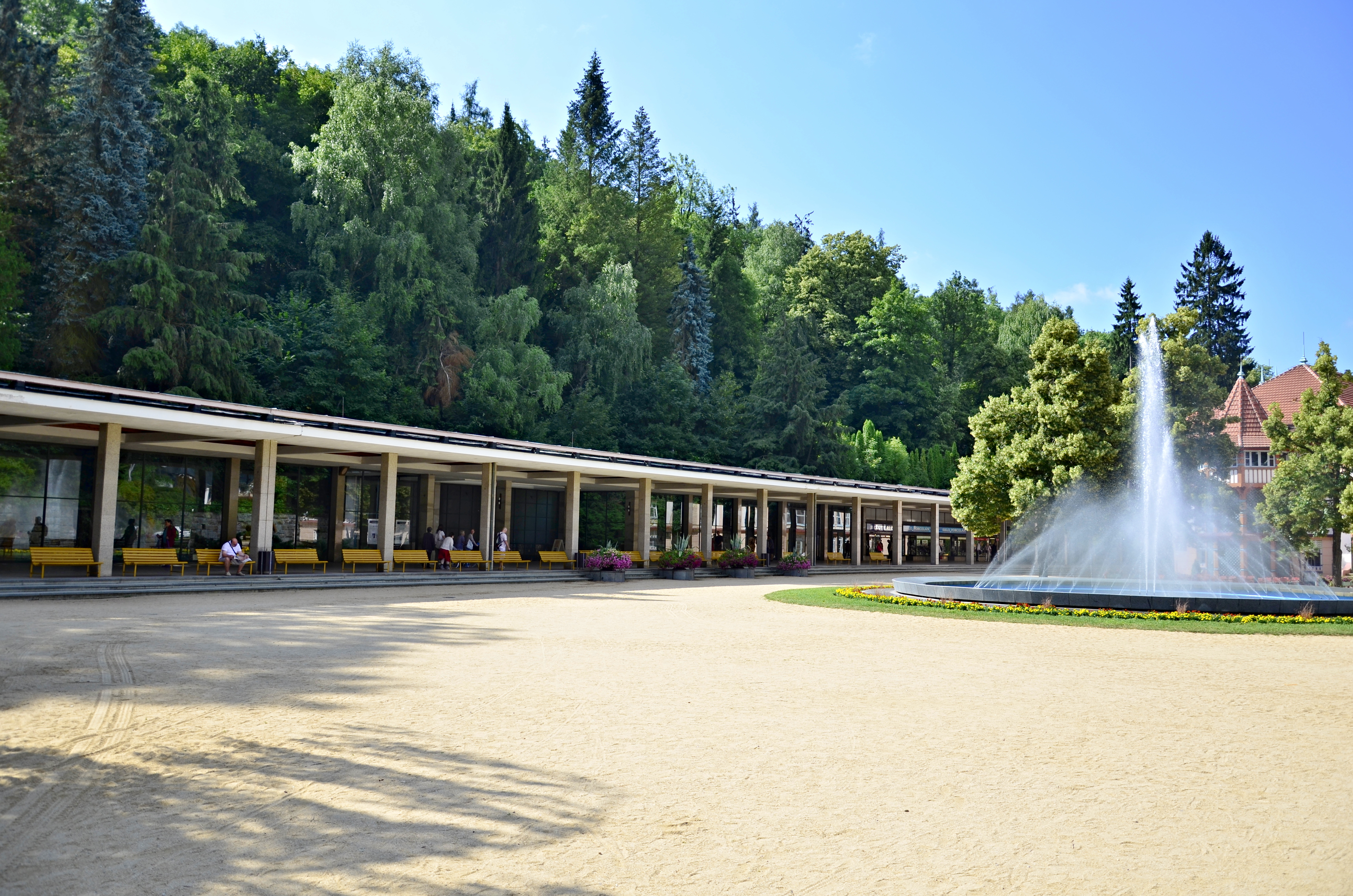
Moderní kolonáda v Luhačovicích